# Leonel Power
Leonel Power (Kent ?, 1370/1385 – Cantuária, 6 de junho de 1445) foi um importante compositor da Inglaterra.
Pouco se sabe sobre sua vida, a referência mais antiga conhecida o dá como mestre do coro da capela de Thomas de Lancaster, 1º Duque de Clarence, antes de 1421. Em 1423 ingressou na fraternidadde da catedral de Cantuária, e é quase certo que serviu ali como mestre do coro. Foi um compositor prolífico, e sobrevivem cerca de 40 obras suas, entre seções de missas, motetos e hinos, a maior parte delas preservada no Manuscrito de Old Hall. Ao lado de John Dunstable dominou a cena musical inglesa na primeira metade do século XV.
Ave Regina (versão instrumental midi)